# دانشکده دندانپزشکی رفسنجان
دانشکده دندانپزشکی دانشگاه علوم پزشکی رفسنجان یکی از دانشکده‌های دندانپزشکی ایران وابسته به دانشگاه علوم پزشکی رفسنجان در رفسنجان است.

## تاریخچه
دانشکده دندانپزشکی رفسنجان در سال ۱۳۷۱ بنیانگذاری شد. هم‌اکنون ریاست این دانشکده را مصطفی صادقی برعهده دارد.